# Omphalogramma coxii
Omphalogramma coxii är en viveväxtart som beskrevs av I. B. Balf. Omphalogramma coxii ingår i släktet Omphalogramma och familjen viveväxter. Inga underarter finns listade i Catalogue of Life.